# Euphorbia margalidiana
Euphorbia margalidiana là một loài thực vật thuộc họ Euphorbiaceae. Đây là loài đặc hữu của Tây Ban Nha. Môi trường sống tự nhiên của chúng là thảm cây bụi kiểu Địa Trung Hải and vùng bờ biển nhiều đá.